# Saint-Cosme
Saint-Cosme (en alemany Sankt Kosman) és un municipi francès, situat a la regió del Gran Est, al departament de l'Alt Rin. L'any 2004 tenia 84 habitants. Limita amb Bellemagny al nord, Guevenatten a l'est, Bréchaumont al sud i Vauthiermont a l'oest.

## Demografia
| 1962 | 1968 | 1975 | 1982 | 1990 | 1999 |
| ---- | ---- | ---- | ---- | ---- | ---- |
| 43   | 38   | 36   | 41   | 45   | 66   |

## Administració
| Període | Identitat | Partit |
| ------- | --------- | ------ |
| 2001-   | Joël Wies |        |